# Ratpenat nasofoliat crestat
El ratpenat nasofoliat crestat (Hipposideros inexpectatus) és una espècie de ratpenat de la família dels rinolòfids. És endèmic del centre de Sulawesi (Indonèsia). Es desconeix si hi ha cap amenaça significativa per a la supervivència d'aquesta espècie.